# جامعة الدراسات الإنسانية في أترخت
جامعة الدراسات الإنسانية
(بالهولندية:  Universiteit voor Humanistiek )
اختصار (UvH) هي جامعة في أترخت بهولندا، وتعد أصغر جامعة في هولندا، تضم حوالي 530 طالبًا. وهي أيضًا الجامعة الوحيدة التي تقدم برنامجًا للحصول على درجة علمية في الدراسات الإنسانية، تأسست في عام 1989.

## وصلات خارجية
الموقع الرسمي للجامعة